# Killickia
Killickia, biljni rod iz porodice medićevki smješten u tribus Saturejeae, dio potporodice Nepetoideae. Sastoji se od 4 vrste polugrmova endemičnih za južnoafričku provinciju KwaZulu-Natal.   Vrsta Killickia grandiflora, kao što ime govori, ima najveće cvjetove od svih vrsta Killickia. 

## Etimologija
Christian Bräuchler je opisao rod Killickia kako bi se prilagodio endemskim vrstama koje su ranije bile smještene u Micromeriju i nazvao ga u čast dr. Donalda Killicka (1926. – 2008.), koji je proveo botaničke popise diljem planina Drakensberg i umnogome pridonio poznavanju vrsta Killickia.

## Opis
Rod je kao nov opisan 2008. godine.  Rod Killickia opisan je kao smještaj južnoafričkih endemskih vrsta koje su prije bile smještene u  Micromeria sect. Hesperothymus. Morfološki podaci, kao i rezultati neobjavljenih filogenetskih istraživanja podupiru njegovo odvajanje od rodova Micromeria i Clinopodium. Opisana je nova vrsta Killickia lutea Bräuchler i napravljene su tri nove kombinacije. Killickia je karakterizirana tako da sadrži pojedinačne ili malocvjetne cimese, zvonastu do subzvonastu (konusnu) čašku sa sličnim zupcima, vjenčić s dva dlakava grebena i oraščiće s razbacanim sitnim dlačicama. Nema zadebljane rubne vene na listovima, tipične za mikromeriju. Kako se trenutno razumije, sve su vrste ograničene na planine Drakensberg i KwaZulu-Natal Midlands u istočnoj Južnoj Africi.

### Vrste
1. Killickia compacta (Killick) Bräuchler, Heubl & Doroszenko
2. Killickia grandiflora (Killick) Bräuchler, Heubl & Doroszenko
3. Killickia lutea Bräuchler
4. Killickia pilosa (Benth.) Bräuchler, Heubl & Doroszenko